# Yamdena
Yamdena är en ö i Indonesien.   Den ligger i provinsen Moluckerna, i den östra delen av landet. Arean är 3 270 kvadratkilometer.
Terrängen på Yamdena är platt. Öns högsta punkt är 294 meter över havet. Den sträcker sig 101,7 kilometer i nord-sydlig riktning, och 73,6 kilometer i öst-västlig riktning.